# Corupaia
Corupaia is een geslacht van wantsen uit de familie van de Reduviidae (Roofwantsen). Het geslacht werd voor het eerst wetenschappelijk beschreven door Lent & Wygodzinsky in 1948.

## Soorten
Het genus is monotypisch en bevat alleen de volgende soort:

- Corupaia brasiliensis Lent & Wygodzinsky, 1948